# Moorilla Hobart International 2012
Moorilla Hobart International 2012 — тенісний турнір, що проходив на відкритих кортах з твердим покриттям. Це був 19-й за ліком. Належав до серії International в рамках Туру WTA 2012. Відбувся в Міжнародному тенісному центрі в Гобарті (Австралія). Тривав з 6 до 14 січня 2012 року.

## Учасниці основної сітки в одиночному розряді

### Сіяні учасниці
| Країна    | Гравчиня                | Рейтинг1 | Сіяна |
| --------- | ----------------------- | -------- | ----- |
| Бельгія   | Яніна Вікмаєр           | 26       | 1     |
| Іспанія   | Анабель Медіна Гаррігес | 27       | 2     |
| Румунія   | Моніка Нікулеску        | 30       | 3     |
| Німеччина | Анджелік Кербер         | 32       | 4     |
| Австралія | Ярміла Ґайдошова        | 33       | 5     |
| Ізраїль   | Шахар Пеєр              | 37       | 6     |
| Казахстан | Xeniya Pervak           | 39       | 7     |
| Румунія   | Ірина-Камелія Бегу      | 40       | 8     |

- 1 Рейтинг подано станом на 26 грудня 2011

### Інші учасниці
Нижче наведено учасниць, які отримали вайлдкард на участь в основній сітці:
- Ешлі Барті
- Кейсі Деллаква
- Анастасія Родіонова

Нижче наведено гравчинь, які пробились в основну сітку через стадію кваліфікації:
- Мона Бартель
- Саша Джонс
- Роміна Опранді
- Гезер Вотсон

Нижче наведено гравчинь, які потрапили в основну сітку як щасливий лузер:
- Крістіна Барруа

### Відмовились від участі
- Анна Чакветадзе (судоми лівої ноги)

## Учасниці основної сітки в парному розряді

### Сіяні пари
| Країна            | Гравчиня           | Країна        | Гравчиня                | Рейтинг1 | Сіяна |
| ----------------- | ------------------ | ------------- | ----------------------- | -------- | ----- |
| Чехія             | Луціє Градецька    | Іспанія       | Анабель Медіна Гаррігес | 45       | 1     |
| Австралія         | Ярміла Ґайдошова   | США           | Бетані Маттек-Сендс     | 58       | 2     |
| Китайський Тайбей | Чжуан Цзяжун       | Нова Зеландія | Марина Еракович         | 95       | 3     |
| Румунія           | Ірина-Камелія Бегу | Румунія       | Моніка Нікулеску        | 114      | 4     |

- 1 Рейтинг подано станом на 26 грудня 2011

### Знялись
- Бетані Маттек-Сендс (травма шиї)

## Переможниці та фіналістки

### Одиночний розряд
Мона Бартель —  Яніна Вікмаєр, 6–1, 6–2
- Для Бартель це був перший титул за кар'єру.

### Парний розряд
Ірина-Камелія Бегу /  Моніка Нікулеску —  Чжуан Цзяжун /  Марина Еракович, 6–7(4–7), 7–6(7–4), [10–5]